# Smiljan
Smiljan (/smî̞ʎan/) es una localidad situada en el municipio de Gospić, en el condado de Lika-Senj. Según el censo de 2021, tiene una población de 392 habitantes.
Es conocida por ser el lugar de nacimiento de Nikola Tesla. 

## Historia
Durante la Segunda Guerra Mundial, después del ataque del Eje a Yugoslavia, se estableció el Estado Independiente de Croacia (NDH), proclamado el 10 de abril de 1941 por el dictador croata Ante Pavelić y gobernado por el régimen fascista de la Ustacha, que participó en la persecución de los serbios y judíos. En este periodo, en el que predominaba el sentimiento anti-serbio, la iglesia ortodoxa serbia (en la que el  padre de Nikola Tesla había servido como sacerdote) fue destruida en 1941.
La Ustacha croata también estableció un campo de concentración en Smiljan por el que pasaron 5000 reclusos. El campamento era parte de una red más amplia de campos de concentración de Ustacha centrados alrededor de la ciudad de Gospic.
Smiljan es principalmente conocido por ser el lugar de nacimiento de Nikola Tesla el 10 de julio de 1856, siendo en aquel momento parte del Imperio austríaco.
Hoy día, la casa donde nació Tesla, la iglesia ortodoxa serbia y el área que las rodea constituyen un centro memorial con varias exhibiciones de los inventos de Tesla y un museo donde se muestran detalles de la vida del inventor. También hay una sala de congresos en un edificio cercano.

## Demografía
| Gráfica de población de Smiljan 1869-2021                          |
|                                                                    |
| Según los censos de población de la Oficina de Estadísticas Croata |